# Les Volets verts (film)
Pour plus de détails, voir Fiche technique et Distribution.
Les Volets verts est un film français réalisé par Jean Becker et sorti en 2022. Il s'agit de l'adaptation du roman du même nom de Georges Simenon publié en 1950.

## Synopsis
Jules Maugin est un « monstre sacré » du cinéma. C'est un acteur au sommet de sa gloire dans les années 1960 qui apprend qu'il va bientôt mourir.

## Fiche technique
Sauf indication contraire, les informations mentionnées dans cette section peuvent être confirmées par les bases de données cinématographiques IMDb et Allociné,  présentes dans la section « Liens externes ».
- Titre original : Les Volets verts
- Réalisation : Jean Becker
- Scénario : Jean-Loup Dabadie, d'après le roman Les Volets verts de Georges Simenon
- Musique : Frédéric Vercheval
- Décors : Loïc Chavanon
- Photographie : Yves Angelo
- Montage : Franck Nakache
- Production : Laurent Pétin et Michèle Pétin
- Société de production : ARP Sélection
- Société de distribution : ARP Sélection (France)
- Budget : 6,2 millions d'euros[1],[2]
- Pays de production :  France
- Langue originale : français
- Format : couleur
- Genre : drame
- Durée : 97 minutes
- Date de sortie :
  - France : 24 août 2022[3]

## Distribution
Sauf indication contraire, les informations mentionnées dans cette section peuvent être confirmées par la base de données cinématographiques IMDb,  présente dans la section « Liens externes ».
- Gérard Depardieu : Jules Maugin
- Fanny Ardant : Jeanne Swann
- Benoît Poelvoorde : Félix
- Stéfi Celma : Alice
- Naomi Kingue Johnson : Baba, la fille d'Alice
- Anouk Grinberg : Maria, l'habilleuse
- Fred Testot : Narcisse, le chauffeur
- Tom Rivoire : Jules Laloiseau
- Didier Flamand : professeur Biguet
- Jean-Luc Porraz : Gilbert, le maître d'hôtel
- Tom Novembre : Albert, le maître d'hôtel
- Marie Matheron : Corinne Biguet
- Marc Andreoni : le pêcheur vendéen
- Philippe Brigaud : le voisin d'Alice
- Mélanie Page : femme du couple photo
- Didier Brice : metteur en scène de la gifle
- Loïc Armel Colin : réalisateur de publicité
- José Paul : réalisateur publicité bière
- Luc-Antoine Diquéro : metteur en scène jardin Shakespeare

## Production

### Développement
En juin 2020, on apprend que Jean-Loup Dabadie a achevé et envoyé son dernier scénario de 96 pages fin février — trois mois avant sa mort. C'est la société ARP Sélection qui en a acquis les droits. Il ne s'agit pas de la première adaptation, puisque l'épisode homonyme en a tiré[Quoi ?] pour la série télévisée L'Heure Simenon, en 1988, avec Armin Mueller-Stahl et Leopoldo Trieste.
Fin juin 2021, on apprend que Jean Becker va réaliser le film et en août, que le budget s'élève à 6,2 millions d'euros.

### Attribution des rôles
En juin 2020, Gérard Depardieu et Fanny Ardant sont annoncés dans les rôles principaux, acteurs que Jean-Loup Dabadie avait en tête en écrivant le scénario,.
Début septembre 2021, la présence de Benoît Poelvoorde est révélée, Mélanie Page annonce sa participation au tournage, grâce à la directrice de casting « ...un grand merci à Sylvia Chiflet-Allègre qui a proposé au réalisateur Jean Becker de me prendre », confie t-elle.

### Tournage
Le tournage commence le 23 août 2021, à Paris,. Vers la mi-septembre 2021, le tournage continue dans le Var, précisément au Lavandou, dans le golfe de Saint-Tropez, ainsi qu'à Martigues, en Provence-Alpes-Côte d’Azur, au petit port appelé « Miroir aux oiseaux ». Il s'achève le 30 septembre 2021.

#### Accusations d'agressions sexuelles
Le 24 février 2024, une décoratrice ensemblière porte plainte contre Gérard Depardieu pour des faits d’agression sexuelle, de harcèlement sexuel et d’outrages sexistes lors du tournage. Les faits présumés datant de 2021 et ne sont donc pas prescrits. L'acteur lui aurait « pétri la taille, le ventre, en remontant jusqu’à ses seins », l'agression aurait été interrompue par les gardes du corps de Depardieu. Selon Mediapart, une autre femme, âgée de 33 ans et troisième assistante réalisatrice pour ce tournage, affirme que Gérard Depardieu lui aurait touché deux fois « la poitrine et les fesses » le 31 août 2021,. L’acteur est jugé en mars 2025 pour ces agressions sexuelles présumées, dont l’accusent deux femmes sur le tournage du film. Il est condamné le 13 mai 2025 pour agressions sexuelles à 18 mois de prison avec sursis, une peine d’inéligibilité de deux ans et son inscription au fichier des auteurs d’infractions sexuelles'. Son avocat annonce vouloir faire appel de la décision judiciaire.

## Accueil

### Critique
Les critiques sont partagées lors de la sortie du long-métrage dans les salles obscures. Le site Allociné donne une moyenne de 2,7⁄5, après avoir recensé 16 titres de presse.
Pour Le Parisien, Les Volets verts « émeut avec cette histoire d’un homme qui apprend à renoncer et à dire adieu à sa carrière, à la femme qu’il a aimée et à la possibilité d’un nouvel amour. Et Depardieu, bien sûr, lui donne une tendre épaisseur. »
Le Journal du dimanche salue lui aussi la prestation de Depardieu qui, « le geste bourru et le verbe haut, est particulièrement émouvant dans ce rôle où il semble jouer sa propre vie. »
Bien qu'il y ait « un casting de haut niveau », le site aVoir-aLire.com estime que la « mise en scène [est] trop statique [et] ne restitue pas toute la mesure du roman de Simenon. »
Pour La Croix, l'adaptation du roman n'a seulement « d’intérêt que pour l’interprétation crépusculaire de Gérard Depardieu », tout comme pour La Voix du Nord : « le nouveau film de Jean Becker se révèle un peu terne mais l’effet miroir avec Gérard Depardieu reste frappant. » Le Figaro estime entre autres que le film est « figé et daté ».
Télérama se montre beaucoup plus incisif dans sa critique. La prestation même de Depardieu ne parvient pas à sauver le film : « Depardieu surjoue le monstre sacré et Jean Becker fait du Jean Becker : une réalisation illustrative et vieillotte, proprette jusqu’à la joliesse, tellement contraire à la noirceur de Simenon qu’elle en devient factice. »

### Box-office
Pour son premier jour d'exploitation en France, Les Volets Verts rassemble 34 469 entrées (dont 11 625 en avant-première), pour 500 copies. Le long-métrage se place en numéro 2 du classement des nouveautés sorties ce jour, devant le film d'animation espagnol Tad l'explorateur et la table d'émeraude (31 597) et derrière la comédie française Rumba la vie (36 747). Au bout d'une première semaine d'exploitation, Les volets Verts atteint la quatrième place du box-office avec 138 794 entrées, précédé au classement par une autre nouveauté française, Rumba la vie (151 081) et suivi par Top Gun: Maverick (118 577). La semaine suivante, le long-métrage perd une place, avec 82 015 entrées supplémentaires, derrière Tad l'explorateur et la table d'émeraude (84 262) et devant Top Gun: Maverick (77 885).
| Pays ou région | Box-office      | Date d'arrêt du box-office | Nombre de semaines |
| -------------- | --------------- | -------------------------- | ------------------ |
| France         | 320 270 entrées | 25 octobre 2022            | 9                  |
| Total mondial  | 828 030 $       | -                          | -                  |